# 마르코니 대학교

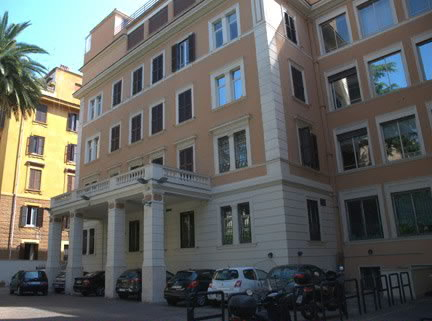

마르코니 대학교(이탈리아어: Università degli Studi Gugliemo Marconi)는 이탈리아 로마에 위치한 대학교이다. 간단히 유니마르코니(Unimarconi)라고 부른다.